# Joachim Rachel (Pastor, 1592)
Joachim Rachel (* 1592 in Bützow; † 13. August 1634 in Meldorf) war ein deutscher Pastor.

## Leben und Wirken
Joachim Rachel war ein Sohn des Bützower Pastoren Mauritius Rachel († 1611), der 1594 nach Güstrow wechselte, und dessen Ehefrau Dina, geborene Wichmann. Deren Vater war ein Bürgermeister von Barth. Zu seinen Vettern gehörte die Pastoren Mauritius Rachel und Joachim Rachel.
Nach dem Besuch der Lateinschule in Güstrow absolvierte Rachel ab 1605 ein Theologiestudium an der Universität Rostock. Nach der Promotion zum Magister 1613 unterrichtete er an dieser Universität. Ab dem Sommer 1614 gehörte er der theologischen Fakultät an. Danach arbeitete er wahrscheinlich vorübergehend als Hauslehrer und ging auf Reisen. 1617 erhielt er eine Stelle als Konrektor der Kieler Lateinschule, deren Rektor er 1619 wurde.
Im September 1624 erhielt Rachel einen Ruf des Rates von Husum als dortiger Schulrektor, die der Gottorfer Hof eigentlich hätte anders vergeben wollen. Zweifellos hatte ihn hier sein Vetter Mauritius unterstützt. 1628 wechselte er als Diakon nach Meldorf, wo er bis zu seinem Lebensende blieb.
Rachel pflegte offenbar keine Kontakte, die über das engere Umfeld theologisch-gelehrter Personen aus der Rostocker Zeit hinausreichten.

## Werke
Rachel schuf nach der Magisterpromotion mehrere gelehrte Publikation. Die meisten Veröffentlichungen stammen aus der Zeit seiner Tätigkeit als Dozent in Rostock. Später schrieb er eine Einführung in die Logik und griechische und hebräische Grammatiken, die in der Schule in Kiel zum Einsatz kommen sollten, aber wahrscheinlich aufgrund Rachels eigener Interessen entstanden waren.
Darüber hinaus verfasste Rachel Gedichte. Dabei schrieb er über ein Thema in fünf oder sechs Sprachen und widmete diese Gedichte unterschiedlichen Persönlichkeiten des dänischen Königs- und Gottorfer Herzoghauses. Sie zeugen von Rachels Bildung und seinen sprachlichen Fähigkeiten und konnten gleichzeitig als Bewerbung für eine Beförderung angesehen werden.

## Familie
Rachel war verheiratet mit einer Frau unbekannten Namens. Die Tochter Anna heiratete Johannes Sommer, der als Diakon in Langenhorn wirkte. Der Sohn Danckwert arbeitete als Goldschmied in Antwerpen.